# صوفیری
صوفیری  یک منطقهٔ مسکونی در امارات متحده عربی است که در شهر عجمان واقع شده‌است.

## خصوصیات
صوفیری   ۲۷۸ متر بالاتر از سطح دریا واقع شده‌است.